# 印度尼西亚共和国电视台
印度尼西亚共和国电视台是一家国有、公共广播电视网络，也是印度尼西亚历史最悠久的电视机构。 它的总部位于雅加達中區。
TVRI曾经垄断印度尼西亚电视广播市场，直到1989年8月24日，第一家商营电视台RCTI开始播出。

## 历史

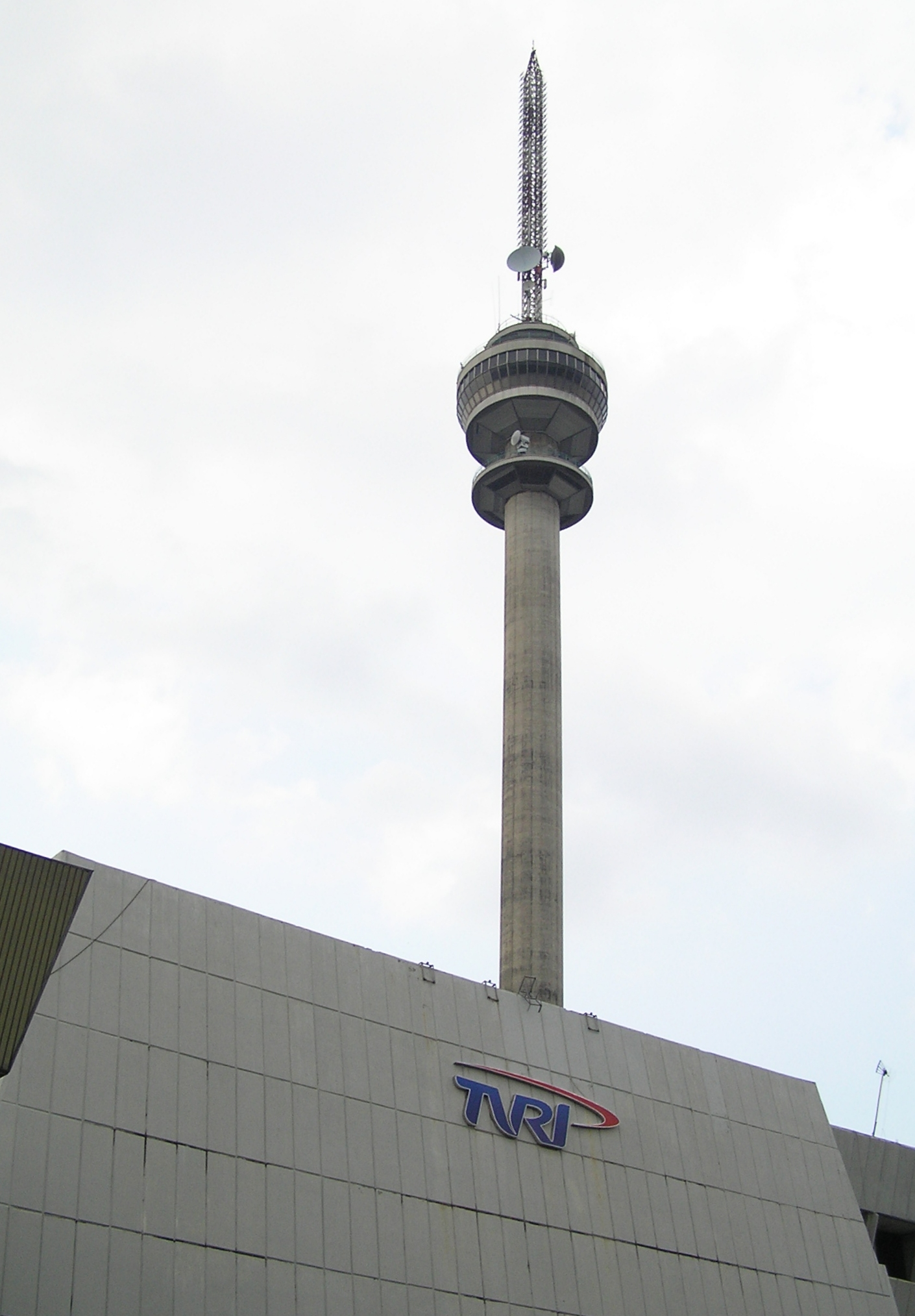
TVRI位於雅加达总部的电视塔。

1961年，印度尼西亚政府决定设立国家电视台，作为将在雅加达举行的1962年亚洲运动会筹备工作的一部分。年末，电视筹备委员会成立。10月份，蘇卡諾总统下令在史納延、雅加达和两个电视塔建造一个工作室。TVRI于1962年8月17日播出了印度尼西亚独立日庆祝活动的第一次传输测试。首个电视频道（今TVRI第1频道）于1962年8月24日，即1962年亚洲运动会开幕时开播。两年后，在日惹、三宝垄、棉兰、泗水、望加锡、万鸦老、巴淡、巨港、巴厘和巴厘巴板分别成立了地区电视分台。1963年年初，“印度尼西亚共和国电视基金会”正式成为该电视台的官方管理机构。在成立初期，TVRI主要播放政治宣传节目，而新闻资讯则较少。
1974年，TVRI成为信息部的一部分，具有董事会的地位。它的作用是向公众宣传政府的政策。两年后，TVRI开始通过卫星在印度尼西亚广播。
1979年，TVRI的彩色电视信号开始通过卫星传输。第一个彩色新闻节目是《国家新闻》（Berita Nasional）、《世界新闻》（The World in News）、《特别报道》（Special Report）及《晚间新闻》（Berita Terakhir）。
1970年代末和1980年代，TVRI成为国家新闻部定义明确的大众媒体组成部分。同时设立TVRI第2频道（定频8频道）。TVRI还建立了省级电视制作工作室。
1988年，因印尼第一家商业电视台RCTI开播，TVRI失去了垄断地位。
改革开放后，TVRI的地位再次发生变化，首先由财政部负责，然后在国家国有企业部和财政部的授权下成为一家有限公司。

## TVRI现况
TVRI拥有22个地区电视台和6,800多名员工，其中2,000人驻扎在雅加达。由上午4时至翌日凌晨1时30分播放资讯、教育及娱乐节目。
除了政府数码电视外，TVRI还有4个频道： TVRI第1频道（TVRI国家频道）、TVRI第2频道（为TVRI的区域电视网络）、TVRI第3频道（以英文节目为主）、TVRI第4频道（设有体育节目），目前使用DVB-T播出。

## 另見
- RCTI
- 印尼之聲